# Sherburne Wesley Burnham
Sherburne Wesley Burnham (ur. 12 grudnia 1838 w Thetford, zm. 11 marca 1921 w Chicago) – amerykański astronom i stenograf sądowy.

## Życiorys
Burnham ukończył jedynie szkołę średnią (Thetford Academy). Był niestrudzonym obserwatorem, lecz nie miał wykształcenia astronomicznego – był samoukiem. Przez wiele lat pracował zawodowo w sądach jako stenograf, z przerwami na pracę w obserwatoriach astronomicznych (6 miesięcy w Washburn Observatory i 4 lata w Obserwatorium Licka), do przejścia na emeryturę (w 1902). W 1878 Burnham uzyskał tytuł Master of Arts na Uniwersytecie Yale, a w 1915 Doctor of Science na Uniwersytecie Północno-Zachodnim.
W latach 1897–1914 Burnham był zatrudniony na stanowisku profesora astronomii praktycznej w Obserwatorium Yerkes w Williams Bay. Mieszkał on w Chicago, lecz na dwie noce w tygodniu przyjeżdżał do obserwatorium, by prowadzić obserwacje za pomocą 40-calowego teleskopu.
Przez około 50 lat poświęcał on większość swojego czasu wolnego na obserwacje astronomiczne, skupiając się głównie na gwiazdach podwójnych. Burnham był autorem słynnego katalogu General Catalogue of Double Stars zawierającego 13 665 gwiazd podwójnych, opublikowanego w dwóch częściach w 1906 roku.
Burnham odkrył 5 obiektów, które znalazły się w New General Catalogue, oraz 23 obiekty z suplementów Index Catalogue. Prawie wszystkie z nich to galaktyki, oprócz NGC 7026, która jest mgławicą planetarną.

## Nagrody i wyróżnienia
- Członek Królewskiego Towarzystwa Astronomicznego (od 1874)[1]
- Złoty Medal Królewskiego Towarzystwa Astronomicznego (1894)[1]
- Nagroda Lalande’a (1904)[1]
- Na jego cześć nazwano krater na Księżycu[4] i planetoidę (834) Burnhamia[5].